# The Vad Vuc
The Vad Vuc è un gruppo musicale svizzero formatosi a Coldrerio nel 2000.

## Storia del gruppo

### Gli esordi
Nati nel dicembre del 2000, il primo concerto dei The Vad Vuc ha visto sul palco Cerno, Büti, Q e Miske, e ha avuto luogo a Lugano nel febbraio del 2001. Appaiono subito chiari i rimandi alla musica irlandese, mentre in seguito si è registrato un approccio marcatamente cantautorale. Agli inizi della loro carriera sono stati vincitori dei concorsi Musica Oltre (2002), Palco ai Giovani (2003) e sono stati premiati con il Kleiner Prix Walo come best newcomer band svizzera (2003).

### Anni 2000
Dopo essersi fatti notare fra i movimenti dell'underground musicale regionale i The Vad Vuc hanno conquistato, anno dopo anno, la notorietà nazionale. Fra il 2004 e il 2009 la band ha pubblicato tre album: Il monastero dei folli (2004) sotto l'etichetta svizzero romanda Disques Office, Trans Roonkaya Express (2006), e La parata dei secondi (2009) sotto l'etichetta italiana Sciopero Records della band Yo Yo Mundi. Quest'ultimo disco, che vede la collaborazione di ospiti internazionali quali l'irlandese Steve Wickham dei The Waterboys, Marino Severini dei The Gang, GnuQuartet e Yo Yo Mundi, ha ricevuto ottime recensioni ed è stato nella top ten delle classifiche svizzere, rendendoli un gruppo folk-rock apprezzato anche fuori dai confini nazionali, come l'Italia e la Germania. In questi anni i The Vad Vuc hanno condiviso il palco con Frankie hi-nrg mc, Davide Van de Sfroos, Misfits, No Use for a Name, più volte con gli SKA-P, con Massimo Bubola, Gotthard, e molti altri.
Da segnalare inoltre molte collaborazioni con diversi gruppi e enti, così come la loro presenza su diverse compilation. Ad inizio 2008 sono stati contattati dall'ex-manager dei Linkin Park per essere inseriti sulla compilation BandPromote 44, disco uscito e distribuito negli USA.

### Anni 2010
Nel febbraio 2012 i The Vad Vuc hanno suonato al Forum d'Assago a Milano in apertura del concerto di Davide Van De Sfroos. In seguito la band ha attraversato un periodo di cambiamento, durante il quale quattro elementi hanno lasciato la formazione: nel corso del 2012 è toccato a Sebalter e Q, seguiti ad inizio 2014 da Büti e poco dopo da Miske. Grazie all'esperienza maturata in 10 anni di attività con la band ticinese, Sebalter ha intrapreso una carriera solista e ha difeso i colori della Svizzera all'Eurovision Song Contest 2014. In quel periodo i The Vad Vuc hanno realizzato due pubblicazioni: la prima è l'album di inediti Hai in mente un Koala? (2013) sotto l'etichetta E28 che vede la collaborazione di artisti importanti quali il canadese Finny McConnell dei The Mahones, l'irlandese Sharon Shannon, Simone Cristicchi e il francese Stefane Mellino de Les Négresses Vertes, mentre la seconda è il cofanetto contenente un album live ed alcuni inediti dal titolo Cocktail e Fantasmi (2014).
A partire dalla seconda metà del 2014 i The Vad Vuc hanno ritrovato una formazione stabile, grazie all'innesto di quattro nuovi elementi. Da segnalare, durante l'estate di quell'anno, il concerto al Carroponte di Sesto San Giovanni in apertura dei Gogol Bordello. Il primo album pubblicato con la nuova formazione è stato Disco Orario (2017) che ha segnato per la prima volta l’entrata dei The Vad Vuc nella hit parade svizzera alla posizione n. 37 dei dischi più venduti. Molti gli ospiti sull’album fra i quali spiccano i Modena City Ramblers e gli irlandesi The Dublin Legends (formerly The Dubliners). Disco Orario è stato recensito con entusiasmo da Mario Luzzatto Fegiz sul Corriere della Sera. L'album seguente è stato Vadavialcovid (2020), un disco di inediti "homemade" registrato da ogni singolo componente della band a casa propria mediante apparecchiature di fortuna durante il lockdown di marzo-giugno 2020 dovuto alla pandemia da Covid-19. L'album ha ricevuto ottime recensioni sia in Svizzera che in Italia. Tutto l'utile generato dalla vendita delle copie fisiche dell'album è stato devoluto dalla band a sostegno della Federazione Cantonale Ticinese Servizi Autoambulanze. Il 25 e 26 settembre 2020 i The Vad Vuc hanno festeggiato i loro primi 20 anni di carriera con due concerti-evento al Teatro Sociale di Bellinzona. In quell'occasione sono stati radunati sul palco tutti gli ex-membri della band.
Da segnalare inoltre che nel corso del 2019 il fonico della band, Simone "Savo" Savogin, ha partecipato alla nona edizione di Italia's Got Talent classificandosi al 4. posto finale.

### Anni 2020
Il 28 aprile 2021 presso il Centro Media di Palazzo Federale a Berna, i The Vad Vuc hanno partecipato agli Swiss Press Awards, i massimi riconoscimenti nazionali in ambito giornalistico, con la canzone “Neri o bianchi che siano” quale Swiss Press Song 2021. Nel novembre dello stesso anno la band ha pubblicato The Vad Vuc 2000-2020 (2021), doppio album live contenente le registrazioni dei due concerti-evento dell'anno prima al Teatro Sociale di Bellinzona. In concomitanza con l'uscita del doppio album la RSI Radiotelevisione svizzera di lingua italiana ha reso omaggio ai 20 anni di carriera della band con una serata all'Auditorio Stelio Molo di Lugano trasmessa in diretta radiofonica su RSI Rete Tre e in video streaming sui portali dell'emittente. L’11 novembre 2022 i The Vad Vuc pubblicano Album Postumo • Breve antologia di ordinarie violenze quotidiane, disco prodotto da Taketo Gohara e Davide “Billa” Brambilla. Ospiti speciali sull’album: Enrico Ruggeri, Giorgio Gaber (postumo), Davide Van De Sfroos, Banda Osiris e gli Gnu Quartet.

## Canzoni
- Fisherman's Blues (2006) è un brano dei The Waterboys ed è stato tradotto dall'inglese al dialetto ticinese.
- Caro dottore (2009), scritta da Cerno dopo un intervento al cuore[35] è stata lodata da più parti. Fra gli altri, Davide Van De Sfroos l'ha descritta come un atto di coraggio che l'ha colpito in maniera quadrilaterale, una canzone ispiratrice che gli ha permesso di scrivere canzoni più intime anche su di sé[36] e ha affermato: "Caro dottore è la canzone che tutti vorrebbero aver scritto come testo ma che nessuno vorrebbe aver scritto ... è una canzone fondamentale"[37]. Caro dottore è stata inserita all'interno del manuale linguistico Capito?,[38] manuale svizzero che intende sviluppare la capacità di comprendere l'italiano e che permette un primo approccio alla lingua e alla cultura dei territori italofoni.[39]

- Un aviatore irlandese prevede la sua morte (2009), poesia di William Butler Yeats, è stata tradotta dall'inglese in dialetto ticinese.
- La costellazione di Boote (2009) è stata ispirata da una poesia di Gianni Rodari e da L'avvelenata di Francesco Guccini.
- Tyndall Effect (2009) prende spunto dagli studi di John Tyndall sulla rifrazione della luce che portano all'Effetto Tyndall.[40]
- Una cover de Il muro (2009) è stata realizzata dai The Flag.[41]
- La canzone La grazia di un fiore (2009) è stata inserita dalla Brigata Lolli tra le 20 canzoni italiane più belle del 2010.[42]
- Dumà 'n ciau (2013) parla in prima persona dell'attentato di Marrakech del 2011, nel quale persero la vita tre giovani ragazzi svizzeri[43].
- Il brano Cocktail e fantasmi (2014) ha fatto la sua entrata in 48ª posizione nella classifica TOP 50 dei pezzi più passati sulle radio italiane[44] ed ha raggiunto la terza posizione fra le produzioni indipendenti più trasmesse in Italia restando in classifica per più di tre mesi.[45]
- Finnegan's Wake (2017) è un brano tradizionale irlandese ed è stato tradotto dall'inglese al dialetto ticinese.
- Thousands are sailing (2017) è un brano dei The Pogues ed è stato tradotto dall'inglese al dialetto ticinese (dai The Vad Vuc) e modenese (dai Modena City Ramblers)[46].
- In A volte capita (2018) Cerno racconta le traversie che, dalla mattina del 25 novembre 2017, hanno obbligato la band a doversi fermare per circa un anno a causa di motivi legati alla sua salute.[47]
- Bud & Terence (2020) è dedicata alla coppia Bud Spencer e Terence Hill, e viene omaggiato l'attore Salvatore Borgese spesso presente nei loro film.[48]
- La canzone Neri o bianchi che siano (2021) è stata scelta quale Swiss Press Song per gli Swiss Press Awards 2021, i massimi riconoscimenti svizzeri per il giornalismo[49]. Il brano è ispirato all’omonima poesia di Ernesto Brega, e tratta le contraddizioni sociali e comunicative che contraddistinguono il nostro tempo.

## Formazione

### Formazione attuale e crew
- Michele "Cerno" Carobbio: voce, chitarra, mandolino
- Giacomo "Jacky" Ferrari: basso, banjo, cori
- Sebastian "Seba" Cereghetti: mandolino, trombone, bombardino, cucchiai
- Davide "Boss" Bosshard: susafono, pianoforte
- Fidel "Fid" Esteves Pinto: flauto, tromba
- Fabio "Mago" Martino: fisarmonica
- Roberto "Drugo" Panzeri: batteria
- Alberto "Albi" Freddi: violino
- Riccardo Brega: management, live guest
- Simone "Savo" Savogin: sound engineer, live guest
- Vito Martin: sound engineer

### Ex componenti
- Michelangelo "Miske" Storari (2000-2014): batteria, percussioni
- Thomas "Büti" Butti (2000-2014): fisarmonica, tromba
- Daniele "Q" Cuffaro (2000-2012): sassofono, flauti, cori
- Sebastiano "Sebalter" Paù-Lessi (2002-2012): violino
- Martino "Martèn" Maina (2001-2007): cornamusa, flauti, tromba
- Luca "Mac" Panzeri (2001-2006): clarinetto, cornamusa, flauto

## Discografia

### Album in studio
- 2004 - Il monastero dei folli (Disques Office)[50]
- 2006 - Trans Roonkaya Express (TVV)
- 2009 - La parata dei secondi (Sciopero Records)[51]
- 2013 - Hai in mente un koala? (E28)[52]
- 2017 - Disco orario (TVV)
- 2020 - Vadavialcovid (TVV)
- 2022 - Album Postumo - Breve antologia di ordinarie violenze quotidiane (TVV)

### Album dal vivo
- 2005 - Live in Cevio (RSI)[53]
- 2014 - Cocktail & fantasmi- Live[54] (E28/RSI)
- 2021 - The Vad Vuc 2000-2020[55] (TVV/RSI)

### EP
- 2003 - Murrayfield Pub (TVV)
- 2007 - The Vad Vuc & Little Orchestra (TVV)

### Singoli
- 2015 - E alura Buon Natal (E28)
- 2017 - Fruntiera (TVV)
- 2018 - A volte capita (TVV)
- 2019 - Via da Chiasso (TVV)
- 2021 - Neri o bianchi che siano (TVV)

### Colonne sonore
- 2013 - La Palmira - Ul film[56]
- 2015 - La Palmira - Complotto nel Mendrisiotto
- 2017 - Frontaliers Disaster[57]

## Premi e riconoscimenti
- Vincitori Festival per band emergenti (Corteglia, 2002)
- Vincitori Musica Oltre (Locarno, 2002)
- Vincitori a Palco ai Giovani (Lugano, 2003)
- Vincitori Kleiner Prix Walo (Luzern, 2003)
- Votati dai lettori del Corriere del Ticino (2006):[58]
  - Miglior concerto dell'anno di una band ticinese
  - Secondo miglior concerto dell'anno in Ticino dopo i Depeche Mode
  - Trans Roonkaya Express miglior CD dell'anno, e miglior CD di una band ticinese
- Votati dai lettori del Corriere del Ticino (2013):[59]
  - Miglior CD dell'anno di una band ticinese
- Swiss Press Awards (Bern, 2021)
  - Neri o bianchi che siano, Swiss Press Song 2021[49]